# 宇津村
宇津村（うつむら）は、京都府北桑田郡にあった村。
現在の京都市右京区京北明石町・京北柏原町・京北下宇津町・京北中地町・京北栃本町・京北弓槻町にあたる。

## 地理
- 山岳：黒尾山（2か所）、中山、白岩山
- 河川：桂川

## 歴史
- 1889年（明治22年）4月1日 - 町村制の施行により、北桑田郡明石村・柏原村・下宇津村・中地村・栃本村・弓槻村の区域をもって成立。
- 1955年（昭和30年）3月1日 - 周山町・黒田村・細野村・山国村・弓削村と新設合併して京北町が発足。同日宇津村廃止。

## 交通

### 道路
- 国道162号